# Province de Flandre-Occidentale
 (août 2015).
Pour les articles homonymes, voir Flandre.

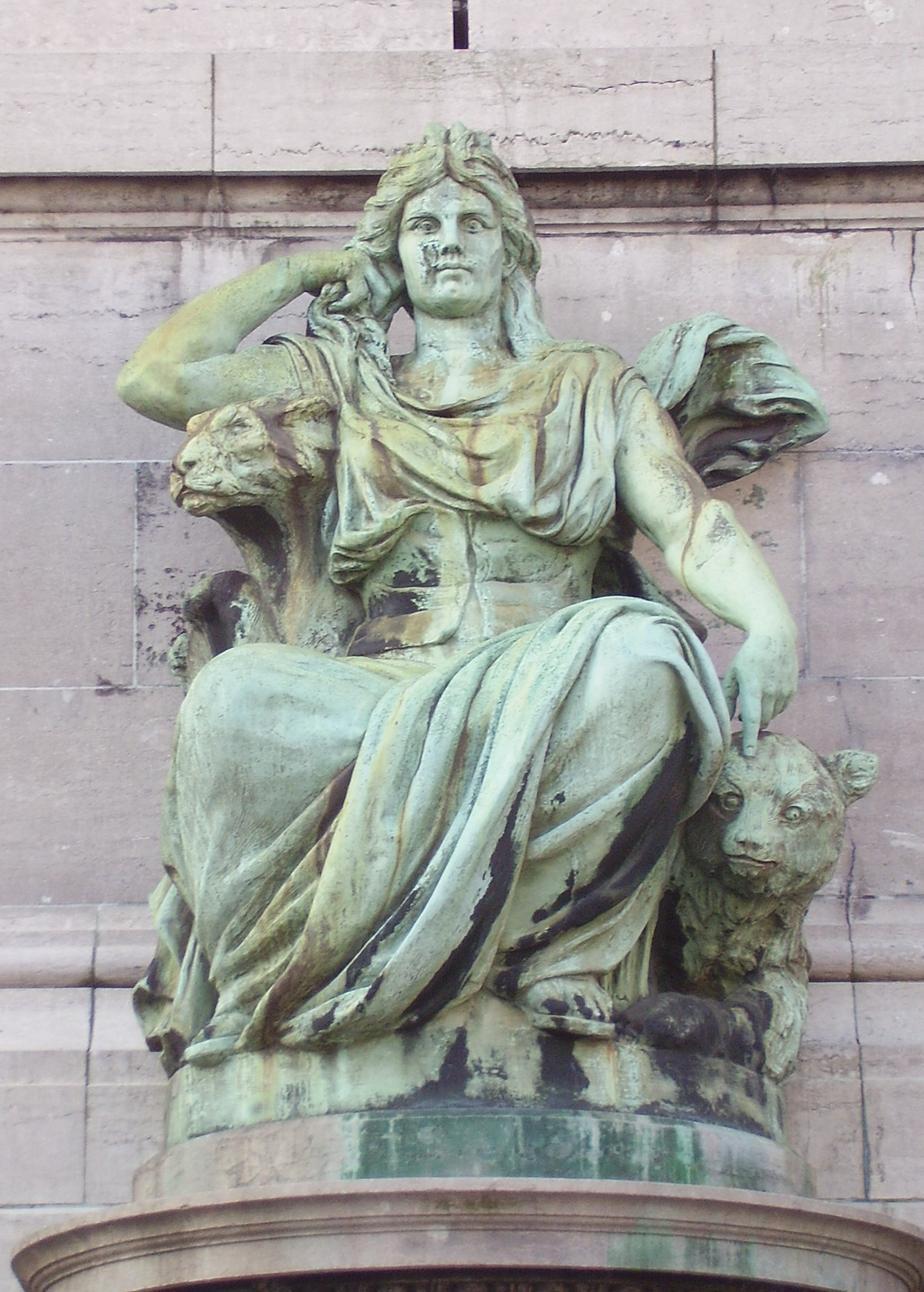
Allégorie de la province de Flandre-Occidentale par Jef Lambeaux, parc du Cinquantenaire, Bruxelles.

La province de Flandre-Occidentale (en néerlandais : West-Vlaanderen) est une province de Belgique située en Région flamande. Elle est la province la plus occidentale de la Belgique et est placée sous la tutelle de la région flamande.
Elle est la seule province maritime de Belgique, baignée par la mer du Nord. Le littoral belge de la mer du Nord est une destination touristique importante et est parcouru sur toute sa longueur par une ligne de tramway, le Kusttram, qui relie La Panne (De Panne) (à la frontière française) à Knokke-Heist (près de la frontière néerlandaise) via les ports d'Ostende (Oostende) et de Zeebruges (Zeebrugge), section de la commune de Bruges, chef-lieu de la province.

## Caractéristiques
Le chef-lieu de la province est Bruges (Brugge) et le gouverneur de la province est Carl Decaluwé. Sa superficie est de 3 196,58 km2 et le point culminant est le mont Kemmel (Kemmelberg) qui culmine à 154 mètres. Les principaux cours d'eau sont l'Yser, la Lys et le Mandel. La population au 1er janvier 2024 est de 1 231 585 habitants. La densité de population est de 385,3 hab/km2 le 1er janvier 2025.

## Héraldique
|  | La province possède des armoiries qui lui ont été octroyées le 27 mai 1997. La province de Flandre Occidentale a été créée en 1816 et le conseil provincial a posé sa candidature pour «les plus anciennes armes historiques de Flandre utilisées jusqu'en 1178». Ces armoiries étaient un écu divisé en 8 pièces avec un écusson rouge. Ces armoiries ont été décrites dans plusieurs sources et à la fin du XIIIe siècle, elles portaient le nom de Vieille Flandre. Cependant, des recherches historiques ultérieures ont montré que ces armoiries n'avaient jamais été utilisées et constituaient probablement un fantasme du XIVe siècle. Le lion noir sur un champ d'or sont les véritables armoiries historiques des comtes et du comté de Flandre, et elles sont utilisés depuis la fin du XIIe siècle. Le 9 octobre 1816, les armoiries de l'ancienne et de la nouvelle Flandre furent combinées pour devenir les nouvelles armoiries de la province de Flandre Occidentale, au temps où cette province faisait encore partie des Pays-Bas. Après l'indépendance de la Belgique, le chef a été démis de ses fonctions. Les armoiries ont été largement utilisées, mais jamais officiellement accordées. En particulier, ces armes sont utilisées (sans ornements extérieurs) depuis 1837 dans les grandes armes du royaume de Belgique sur la bannière représentant cette province. Les armoiries étaient généralement utilisées avec la couronne d'un comte. Ce n’est qu’en 1997 que les armoiries ont été accordées, maintenant avec deux supports, l’ours de Bruges et le lion de Flandre. La composition est placée sur un paysage de dunes, comme toute la côte belge se trouve dans la province. Blasonnement : Parti, en 1 gironné d'azur et d'or de 12 pièces, sur le tout de gueules; en 2 d'or au lion de sable armé et lampassé de gueules. L'écu sommé d'une couronne comtale à treize perles dont trois relevées et soutenu, à dextre par un ours au naturel, à senestre par un lion de sable, armé et lampassé de gueules. La terrasse composée d'une dune plantée d'oyat. - Délibération communale : 27 mai 1997 Source du blasonnement : Heraldry of the World. |

## Démographie
Depuis l'indépendance de la Belgique la population a presque doublé, une augmentation en dessous de la moyenne pour le pays entier. Cette croissance est assez régulière à l'exception de la période 1846-1866 affichant une croissance zéro due à la Famine de la pomme de terre en Europe et pendant la décennie de la Première Guerre mondiale qui résulte dans une décroissance à court terme d'environ 70.000 habitants rattrapé dès la décennie suivante. Depuis 1960 la croissance est devenue moins forte comme dans le reste du pays. Le léger recul entre 1960 et 1970 s'explique par le transfer des communes de Mouscron et Comines-Warneton, majoritairement francophones, à la Province de Hainaut en 1963.
Les communes du littoral se caractérisent par une pyramide d'âge fort différente de celle du reste de la province et du pays. La tranche des +65 ans atteint les 35%, (à l'exception d'Ostende et Bredene) allant même jusqu'à 43,6% pour Coxyde alors que ce taux n'est que de 22% pour le reste de la province. Ce phénomène s'explique par une migration importante venant de tout le pays vers ces communes par des retraités qui s'y installent. Une consèquence directe de cette présence est un taux de mortalité élevé de 13‰ alors qu'il n'est que de 9,66‰ pour le reste de la province.

### Évolution démographique
Nombre d'habitants en milliers
- Source:INS - De:1806 à 1970=recensement de la population au 31 décembre; depuis 1980= population au 1er janvier[1]

### Densité
La densité moyenne pour la province est de 383,65 hab./km², très proche de la moyenne nationale (383,32 hab./km²), mais bien en dessous de la moyenne pour la Région flamande (500,66 hab./km²). Avec seulement 50,73 hab./km² la commune de Lo-Reninge, dans le Westhoek, est la moins densément peuplée de toutes les communes de Flandre, elle est en cela exemplaire des communes du Westhoek qui connaissent des densités inférieures à 100 hab./km². Outre les principales villes (Bruges, Ostende, Courtrai, Roulers) c'est principalement le Sud-Est de la province qui connaît les plus fortes densités.

### Population par arrondissement

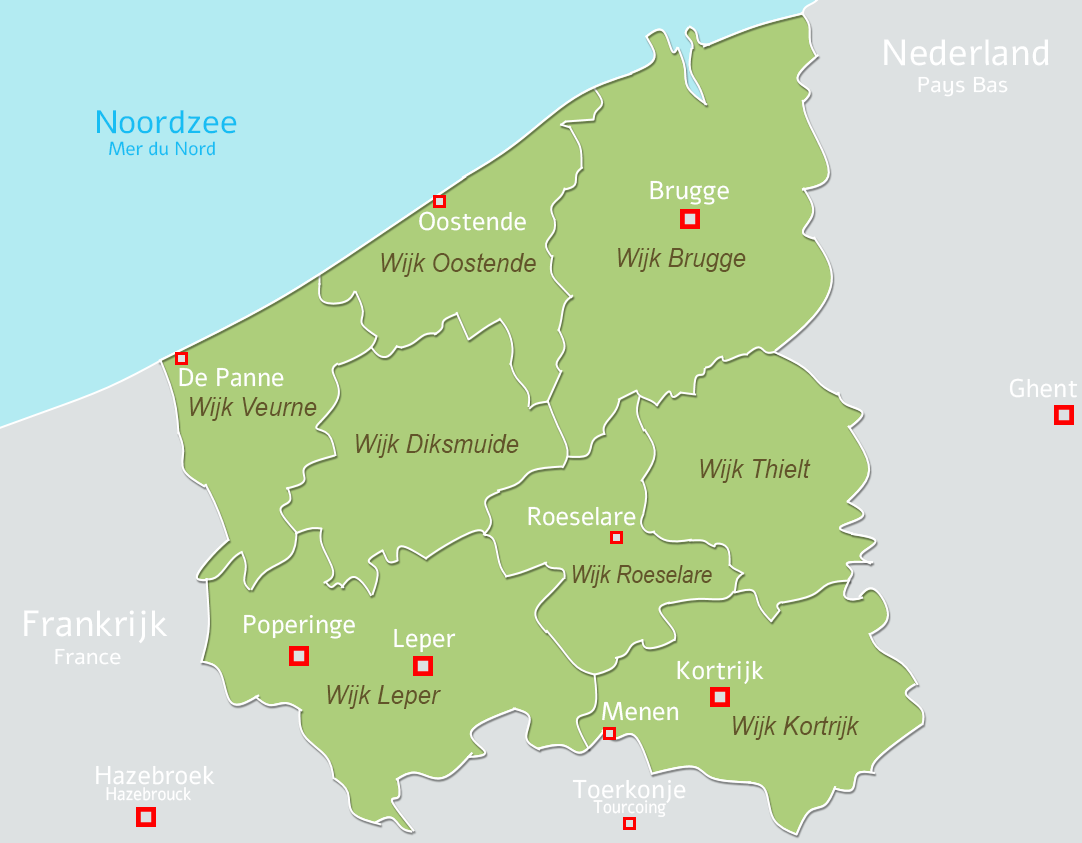
Carte de la Flandre Occidentale avec ses principales villes

Nombre d'habitants au 1er janvier 2025
| Arrondissement                  | Habitants | Superficie km² | Hab./km² |
| ------------------------------- | --------- | -------------- | -------- |
| Bruges (Brugge)                 | 287 473   | 673,25         | 426,99   |
| Dixmude (Diksmuide)             | 52 728    | 365,03         | 144,5    |
| Ypres (Ieper)                   | 108 402   | 553,72         | 195,8    |
| Courtrai (Kortrijk)             | 304 450   | 406,14         | 749,6    |
| Ostende (Oostende)              | 160 633   | 304,60         | 527,4    |
| Roulers (Roeselare)             | 160 636   | 273,82         | 586,7    |
| Tielt                           | 96 116    | 331,84         | 289,7    |
| Furnes (Veurne)                 | 61 147    | 288,19         | 212,2    |
| Province de Flandre-Occidentale | 1 231 585 | 3 196,58       | 385,3    |

## Arrondissements administratifs
La province compte 8 arrondissements administratifs : Bruges (Brugge), Dixmude (Diksmuide), Ypres (Ieper), Courtrai (Kortrijk), Ostende (Oostende), Roulers (Roeselare), Tielt, Furnes (Veurne).

## Arrondissements Judiciaires
Depuis le 1er avril 2014, la Province de Flandre-Occidentale fait partie de l'arrondissement judiciaire, de Gand, ceux de Audenarde, Bruges, Courtrai, Furnes, Gand, Termonde et d'Ypres ayant été fusionnés en un seul arrondissement judiciaire.

## Communes
La numérotation se réfère à la carte de l'infoboite.
1. Alveringem
2. Anzegem
3. Ardooie
4. Avelgem
5. Beernem
6. Blankenberge
7. Bredene
8. Bruges (Brugge)
9. Damme
10. Le Coq (De Haan)
11. La Panne (De Panne)
12. Deerlijk
13. Dentergem
14. Dixmude (Diksmuide)
15. Gistel
16. Harelbeke
17. Heuvelland
18. Hooglede
19. Houthulst
20. Ichtegem
21. Ypres (Ieper)
22. Ingelmunster
23. Izegem
24. Jabbeke
25. Knokke-Heist
26. Koekelare
27. Coxyde (Koksijde)
28. Kortemark
29. Courtrai (Kortrijk)
30. Kuurne
31. Langemark-Poelkapelle
32. Ledegem
33. Lendelede
34. Lichtervelde
35. Lo-Reninge
36. Menin (Menen)
37. Messines (Mesen)
38. Meulebeke
39. Middelkerke
40. Moorslede
41. Nieuport (Nieuwpoort)
42. Ostende (Oostende)
43. Oostkamp
44. Oostrozebeke
45. Oudenburg
46. Pittem
47. Poperinge
48. Roulers (Roeselare)
49. Ruiselede
50. Espierres-Helchin (Spiere-Helkijn)
51. Staden
52. Tielt
53. Thourout (Torhout)
54. Furnes (Veurne)
55. Vleteren
56. Waregem
57. Wervik (ou Wervicq)
58. Wevelgem
59. Wielsbeke
60. Wingene
61. Zedelgem
62. Zonnebeke
63. Zuienkerke
64. Zwevegem

## Administration et politique

### Conseil provincial et députation permanente
Le conseil provincial de Flandre-Occidentale compte 84 sièges. La majorité actuelle, issue de l'élection du 8 octobre 2006, est formée par le CD&V, la N-VA et le SP.a, qui regroupent 54 des 84 conseillers. Le Président du Conseil provincial est Eliane Spincemaille (CD&V). À partir de 2012, le conseil ne comporte plus que 72 sièges et à partir de 2018 seulement 36.

#### Districts
À partir de 2012, la province sera composée de quatre arrondissements électifs comportant 7 districts pour les élections provinciales:
- Arrondissement électif de Bruges

1. Bruges (17 sièges) : cantons de Bruges et Thourout;

- Arrondissement électif de Courtrai-Ypres

1. Courtrai (17 s.) : cantons de Courtrai, Menin, Wevelgem, Harelbeke, Avelgem;
2. Ypres (7 s.) : cantons de Ypres, Vleteren, Wervik, Zonnebeke, Mesen, Poperinge;

- Arrondissement électif d'Ostende-Furnes-Dixmude

1. Ostende (9 s.) : cantons de Ostende, Gistel;
2. Veurne-Diksmuide (7 s.) : cantons de Furnes, Dixmude, Nieuport;

- Arrondissement électif de Roulers-Tielt

1. Roulers (9 s.) : cantons de Roulers, Hooglede, Izegem, Lichtervelde;
2. Tielt (6 s.) : cantons de Tielt, Meulebeke, Oostrozebeke, Ruiselede.

### Résultats des élections provinciales depuis 1991
| Parti / alliance   | Parti / alliance | 24/11/1991 Voix - % - Sièges | 09/10/1994 Voix - % - Sièges | 08/10/2000 Voix - % - Sièges | 08/10/2006 Voix - % - Sièges | 14/10/2018 Voix - % - Sièges |
| ------------------ | ---------------- | ---------------------------- | ---------------------------- | ---------------------------- | ---------------------------- | ---------------------------- |
| VB                 |                  | 48 552 - 6,63 % - 3          | 50 703 - 6,95 % - 3          | 81 657 - 10,69 % - 5         | 139 569 - 17,48 % - 14       | 112 713 - 14,10 % - 5        |
| VU&ID              |                  | 71 584 - 9,78 % - 7          | 48 706 - 6,68 % - 2          | 51 275 - 6,71 % - 4          |                              |                              |
| N-VA               |                  |                              |                              |                              |                              | 155 814 - 19,50 % - 7        |
| PVV, puis VLD      |                  | 138 370 - 18,91 % - 19       | 130 502 - 17,89 % - 15       | 157 105 - 20,56 % - 20       |                              | 107 149 - 13,40 % - 5        |
| Vivant             |                  |                              |                              | 6 775 - 0,89 % - 0           |                              |                              |
| VLD-Vivant         |                  |                              |                              |                              | 133 836 - 16,76 % - 14       |                              |
| CVP puis CD&V      |                  | 240 016 - 32,78 % - 35       | 268 941 - 36,87 % - 40       | 256 949 - 33,63 % - 33       |                              | 206 785 - 25,90 % - 10       |
| CD&V-N-VA          |                  |                              |                              |                              | 300 536 - 37,64 % - 36       |                              |
| SP puis sp.a       |                  | 154 459 - 21,09 % - 21       | 141 320 - 19,37 % - 20       | 143 936 - 18,84 % - 18       |                              | 99 243 - 12,40 % - 5         |
| SP.a-Spirit        |                  |                              |                              |                              | 159 958 - 20,04 % - 18       |                              |
| AGALEV, puis Groen |                  | 70 089 - 9,57 % - 5          | 57 163 - 7,84 % - 4          | 60 288 - 7,89 % - 4          | 53 969 - 6,76 % - 2          | 97 576 - 12,20 % - 4         |
| PVDA               |                  | 2 377 - 0,32 % - 0           | 3 621 - 0,5 % - 0            | 2 286 - 0,30 % - 0           | 4 172 - 0,52 % - 0           | 16 312 - 2,00 % - 0          |
| OK                 |                  |                              |                              |                              |                              | 2 523 - 0,30 % - 0           |
| BASS-MASS Westhouk |                  |                              |                              |                              |                              | 1 089 - 0,10 % - 0           |
| V.I.T.A.L.         |                  |                              |                              |                              |                              | 518 - 0,10 % - 0             |
| Autres partis      |                  | 6 681 - 0,91 % - 0           | inconnu                      | 3 769 - 0,50 % - 0           | 6 313 - 0,70 % - 0           |                              |
| Votes exprimés     | Votes exprimés   | 732 228 - 91,29 %            | 729 428 - 90,22 %            | 764 040 - 92,93 %            | 798 353                      | 799 722                      |

La députation permanente est composée de six députés issus de la majorité CD&V-NVA-SPA.

### Gouverneurs
| De 1800 à 1814, sous le Consulat et l'Empire les préfets du département de la Lys furent : - 1800-1804 : Justin de Viry - 1804-1810 : Bernard-François de Chauvelin - 1810-1811 : Pietro Arborio - 1811-1814 : Jean-François Soult De 1815 à 1830, lorsque la province faisait partie du royaume uni des Pays-Bas, les gouverneurs furent : - 1815-1821 : Joseph Benoît de Loën d'Enschede - 1821-1822 : Hyacinthe van der Fosse - 1822-1826 : Benedictus Josephus Holvoet - 1826-1830 : Ferdinand de Baillet | Depuis l'indépendance de la Belgique (1830), les gouverneurs ont été les suivants : - 1830-1831 : Félix de Muelenaere (Unioniste Parti catholique) - 1832-1834 : Félix de Muelenaere - 1836-1849 : Félix de Muelenaere - 1849-1857 : Adolphe de Vrière (Parti libéral) - 1857-1877 : Benoît Vrambout (Parti libéral) - 1877-1878 : Léon Ruzette (Parti catholique) - 1878-1883 : Theodore Heyvaert (Parti libéral) - 1883-1884 : Guillaume De Brouwer (Parti libéral) - 1884-1901 : Léon Ruzette (Parti catholique) - 1901 : intérim Jean-Baptiste de Bethune (Parti catholique) - 1901-1903 : le comte Charles d'Ursel (Parti catholique) - 1903-1907 : Jean-Baptiste de Bethune (Parti catholique) - 1907-1912 : Albéric Ruzette (Parti catholique) - 1912-1933 : Léon Janssens de Bisthoven (Parti catholique) - 1933-1940 : Henri Baels (Parti catholique) - 1940-1944 : faisant fonction Michel Bulckaert (Parti nationaliste flamand) - 1944-1979 : Pierre van Outryve d'Ydewalle (CVP) - 1979 : Leo Vanackere (CVP) (CVP) - 1979-1997 : Olivier Vanneste (CVP) - 1997-2012 : Paul Breyne (CD&V) - 2012-aujourd'hui : Carl Decaluwé (CD&V) |

## Commandants militaire[8]
- 00-00-1829 - 06-10-1830 : général-major baron Charles-Auguste-Ernest Goethals
- 00-00-1831 - 24-01-1842 : colonel Louis de l'Escaille[9]
- 24-01-1842 - 11-05-1842 : général-major Georges Frédéric Langermann (décédé à Paris 4e)
- 00-00-1843 - 29-10-1857 : général C. Pletickx
- 04-11-1857 - 20-02-1858 : général-major C. Lecocq
- 20-02-1858 - 21-09-1863 : général-major Narcisse Ablaÿ
- 19-10-1863 - 19-06-1869 : général-major Narcisse Ablaÿ
- 06-07-1869 - 17-07-1870 : général-major L. Leurs
- 25-12-1870 - 21-06-1872 : colonel G. de Neef
- 21-06-1872 - 07-07-1873 : aucun nom n'est mentionné dans les archives du commandement de Province
- 07-07-1873 - 21-12-1874 : général-major Casimir Coquilhat
- 28-12-1874 - 25-03-1876 : général-major P. Viette
- 26-12-1876 - 25-09-1877 : général-major V. Courtin
- 25-09-1877 - 19-12-1883 : général-major Karel Kessels
- 28-12-1883 - 10-04-1886 : général-major I. Hapiot
- 10-04-1886 - 26-04-1889 : colonel G. Van Houtte
- 31-04-1889 - 26-06-1891 : colonel P. Cabaret
- 00-00-1892 - 00-00-1893 : aucun nom n'est mentionné dans les archives du commandement de Province
- 00-00-1894 - 00-00-1895 : général-major P. de Baeremaecker
- 00-00-1895 - 00-00-1908 : aucun nom n'est mentionné dans les archives du commandement de Province
- 00-00-1908 - 00-00-1909 : général-major Albert Lantonnois van Rode
- 00-00-1913 - 00-00-1914 : général-major L. Scheere
- 00-00-1914 - 00-00-1914 : colonel H. Vermeiren
- 00-00-1914 - 00-00-1918 : Première Guerre mondiale, fonction temporairement suspendue
- 01-02-1919 - 26-06-1919 : général-Major baron L. de Ryckel
- 06-11-1923 - 04-03-1925 : général-major O. Préaux
- 26-06-1927 - 20-03-1931 : général-major P. Herremmerre
- 07-08-1931 - 26-06-1932 : général-major T. Wahis
- 26-06-1933 - 26-12-1934 : général-major A. Mathias
- 26-06-1936 - 26-09-1936 : général-major B. De Grave
- 26-03-1937 - 26-03-1938 : général-major R. Vander Hofstadt
- 26-09-1938 - 28-05-1940 : général-major E. Glorie
- 00-00-1940 - 00-00-1945 : Seconde Guerre mondiale
- 1944 : Colonel BEM Van Loocke
- 02-01-1945 - 21-03-1945 : colonel Bonnevie
- 21-03-1945 - 01-07-1945 : colonel Terlin
- 01-07-1945 - 01-10-1945 : (a.i.) colonel Bonnevie
- 01-10-1945 - 10-11-1945 : colonel BEM Flameng
- 10-11-1945 - 15-04-1946 : colonel Terlin
- 15-04-1946 - 14-04-1949 : colonel Van Den Abeele
- 14-04-1949 - 01-09-1949 : colonel BEM Vandendriessche
- 01-09-1949 - 10-06-1950 : commodore Timmermans
- 10-06-1950 - 31-12-1950 : colonel Baekelandt
- 31-12-1950 - 15-04-1951 : colonel Defonseca
- 15-04-1951 - 01-10-1951 : colonel Huygen
- 01-10-1951 - 15-03-1952 : lieutenant-colonel Reynders
- 15-03-1952 - 01-04-1955 : commodore Timmermans
- 01-04-1955 - 24-07-1956 : (a.i.) colonel Cordonnier
- 27-07-1956 - 22-10-1956 : capitaine de vaisseau Van Waesberghe
- 22-10-1956 - 01-01-1958 : (a.i.) lieutenant-colonel Claus
- 01-10-1958 – 01-04-1962 : lieutenant-colonel A. Van Pamele
- 01-04-1962 – 30-10-1969 : colonel R. Quittelier
- 01-11-1969 – 01-04-1970 : colonel F. Speytebroodt
- 01-04-1970 – 30-06-1976 : colonel Roland Currinckx
- 01-07-1976 – 26-11-1976 : colonel BEM Louis Block
- 26-11-1976 – 23-03-1978 : colonel BEM Asselberghs
- 23-03-1978 - 11-02-1980 : colonel José Van Heester
- 11-02-1980 – 30-06-1983 : capitaine de Vaisseau Theo Nevens
- 01-07-1983 – 31-12-1987 : capitaine de vaisseau Jacques Thas
- 01-01-1988 - 30-03-1990 : capitaine de vaisseau Gaston Hindryckx
- 30-03-1990 – 19-12-1991 : capitaine de vaisseau BEM Raymond Zonnekein
- 19-12-1991 - 16-09-1992 : capitaine de vaisseau Ivan Lefevre (décédé en fonction)
- 01-12-1992 – 31-12-1995 : capitaine de vaisseau Lucien Vanden Eycken
- 02-01-1996 – 25-09-2000 : capitaine de vaisseau Hugo Boden
- 26-09-2000 – 06-11-2003 : capitaine de vaisseau BEM Michel Vanhaekendover (décédé en fonction)
- 14-11-2003 – 30-06-2004 : (a.i.) major Hubert Reynders
- 01-07-2004 – 28-03-2007 : capitaine de frégate Frank Slootmans
- 28-03-2007 – 30-03-2009 : capitaine de vaisseau Jan De Vos
- 01-04-2009 – 30-09-2014 : colonel aviateur Rudy Theys
- 30-09-2014 – 14-12-2018 : lieutenant-colonel Christophe Onraet
- 14-12-2018 – aujourd'hui : capitaine de frégate BEM Philippe De Cock

## Sécurité et secours

### Police
Pour les services de police, la province est divisée en 19 zones de police (politiezone en néerlandais) : 
| - 5444 PZ Brugge : Bruges - 5445 PZ Blankenberge/Zuienkerke] : Blankenberge et Zuienkerke - 5446 PZ Damme/Knokke-Heist : Damme et Knokke-Heist - 5447 PZ Het Houtsche : Beernem, Oostkamp et Zedelgem - 5448 PZ Regio Tielt : Ardooie, Lichtervelde, Pittem, Ruiselede, Tielt et Wingene - 5449 PZ Oostende : Ostende - 5450 PZ Bredene/De Haan : Bredene et Le Coq - 5451 PZ Middelkerke : Middelkerke - 5452 PZ Kouter : Gistel, Ichtegem, Jabbeke, Oudenburg et Thourout | - 5453 PZ Riho : Hooglede, Izegem et Roulers - 5454 PZ Midow : Dentergem, Ingelmunster, Meulebeke, Oostrozebeke et Wielsbeke - 5455 PZ Grensleie : Ledegem, Menin et Wevelgem - 5456 PZ Vlas : Courtrai, Kuurne et Lendelede - 5457 PZ Mira : Anzegem, Avelgem, Espierres-Helchin, Waregem et Zwevegem - 5458 PZ Gavers : Deerlijk et Harelbeke - 5459 PZ Spoorkin : Alveringem, Lo-Reninge et Furnes - 5460 PZ Polder : Dixmude, Houthulst, Koekelare et Kortemark - 5461 PZ Westkust : La Panne, Coxyde et Nieuport - 5462 PZ Arro Ieper : Heuvelland, Langemark-Poelkapelle, Messines, Moorslede, Poperinge, Staden, Vleteren, Wervik, Ypres et Zonnebeke |

### Pompiers

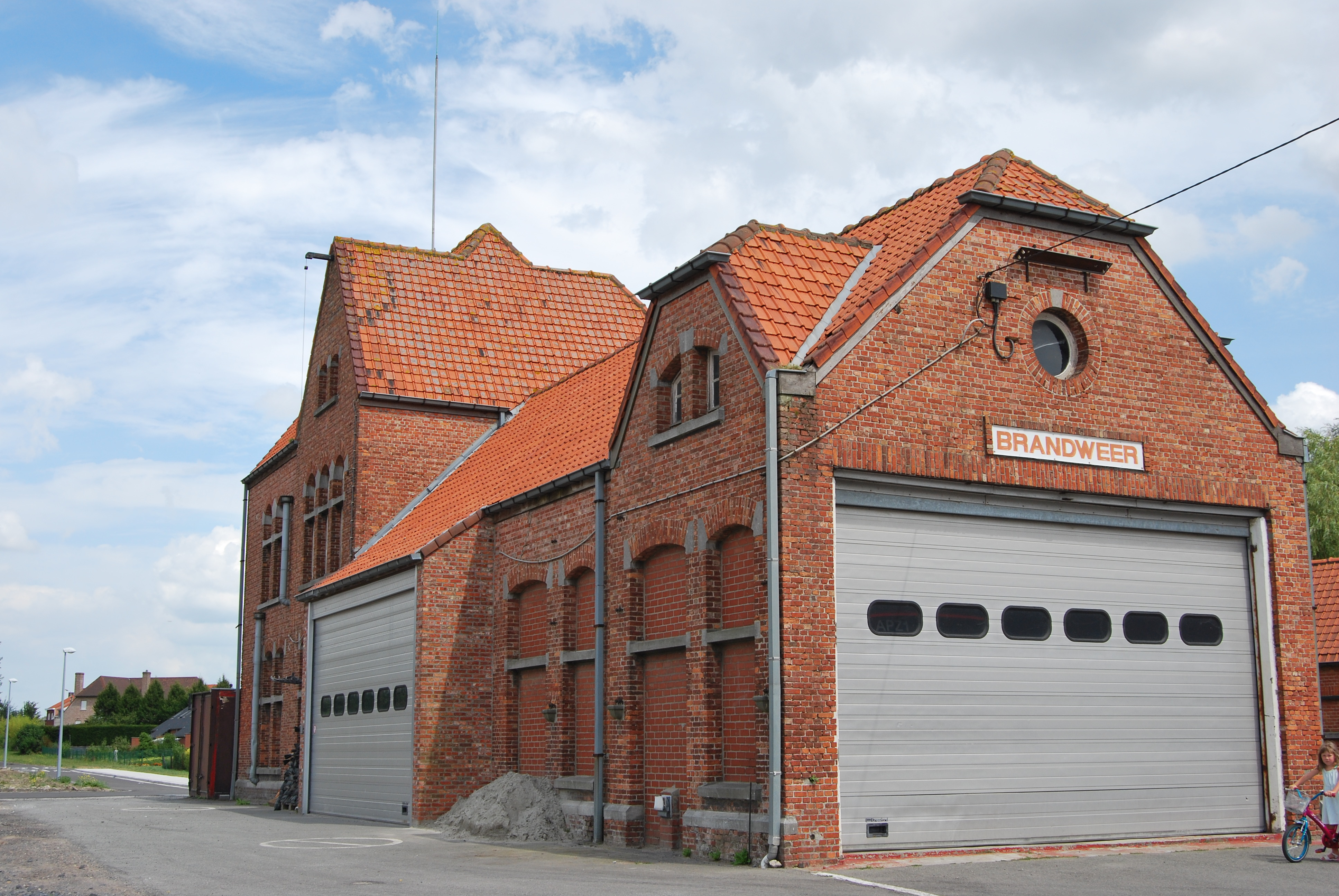
La caserne des pompiers volontaires de Zonnebeke, dans la zone de secours Westhoek.

En ce qui concerne les pompiers, la province est divisée en quatre zones de secours : 
- Flandre occidentale 1
- Fluvia
- Midwest
- Westhoek

### Protection civile
La province de Flandre-Occidentale abrite une des six casernes de la protection civile belge[réf. nécessaire] : à Jabbeke.

## Sport
| Football - FC Bruges évolue en D1 Belge - KV Courtrai évolue en D1 Belge - KV Ostende évolue en D1 Belge - KSV Roulers évolue en D2 Belge - Cercle Bruges KSV évolue en D2 Belge - KVV Coxyde évolue en D3 Belge - KFC Izegem évolue en D3 Belge - KM Torhout évolue en D3 Belge - K Sassport Boezinge évolue en D4 Belge - SK Eernegem évolue en D4 Belge - FC Gullegem évolue en D4 Belge - SW Harelbeke évolue en D4 Belge - OMS Ingelmunster évolue en D4 Belge - KSC Menen évolue en D4 Belge - KVC Sint-Eloois-Winkel Sport évolue en D4 Belge - K Racing Waregem évolue en D4 Belge - KVK Westhoek évolue en D4 Belge | Basket-ball - BC Ostende évolue en D1 - Bent sch Waregem évolue en D2 Belge - Holstra Wevelgem évolue en D2 Belge Volley-ball - Knack Randstad Roeselare évolue en Ligue A - Prefaxis Menen évolue en Ligue A Football féminin - FC Bruges évolue en BeNe League - SV Zulte Waregem évolue en D1 Belge Handball féminin - DHT Middelkerke-Izegem évolue en D2 Belge |

## Galerie

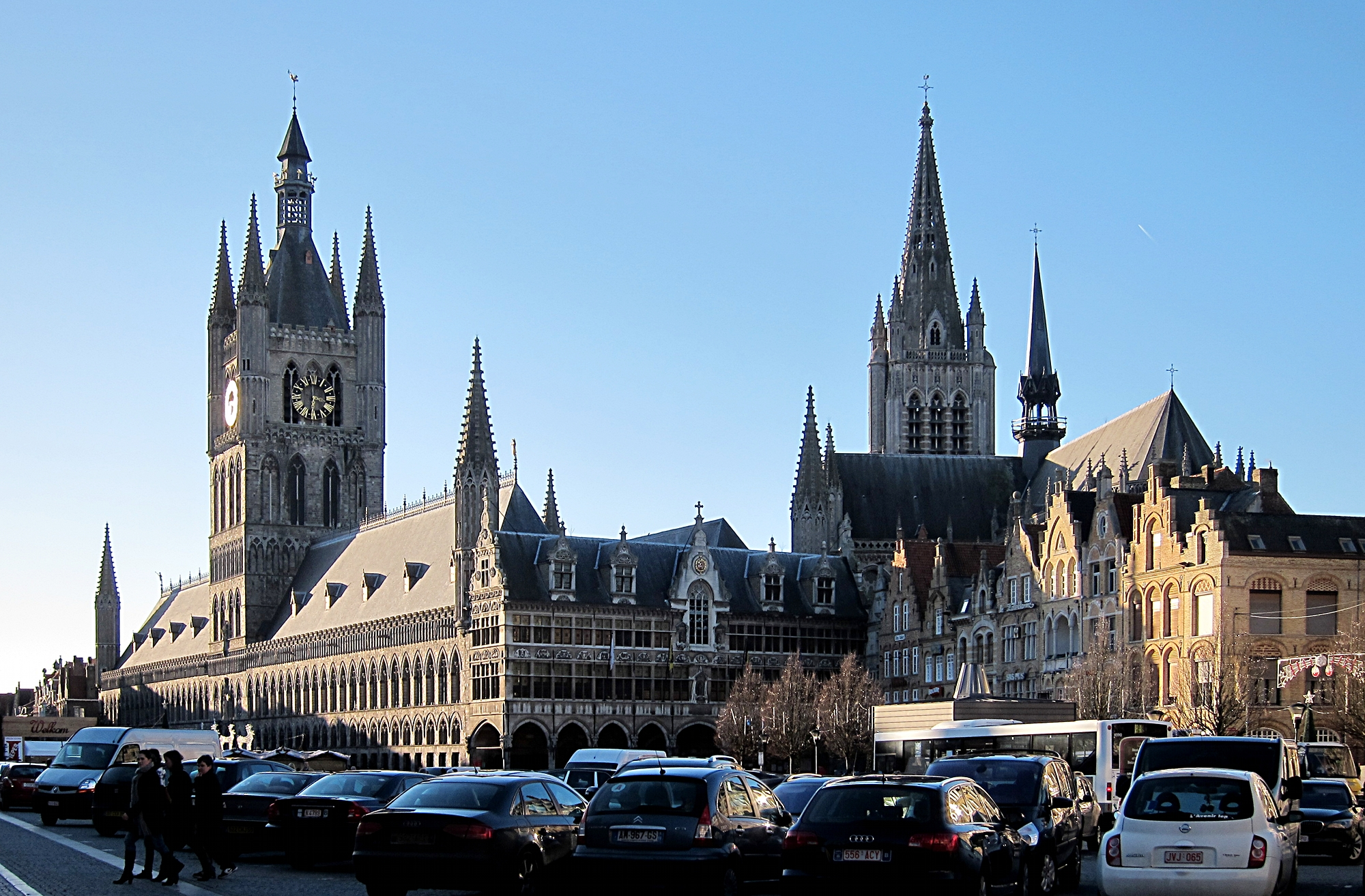
La halle avec son beffroi et la cathédrale Saint-Martin de Ypres.
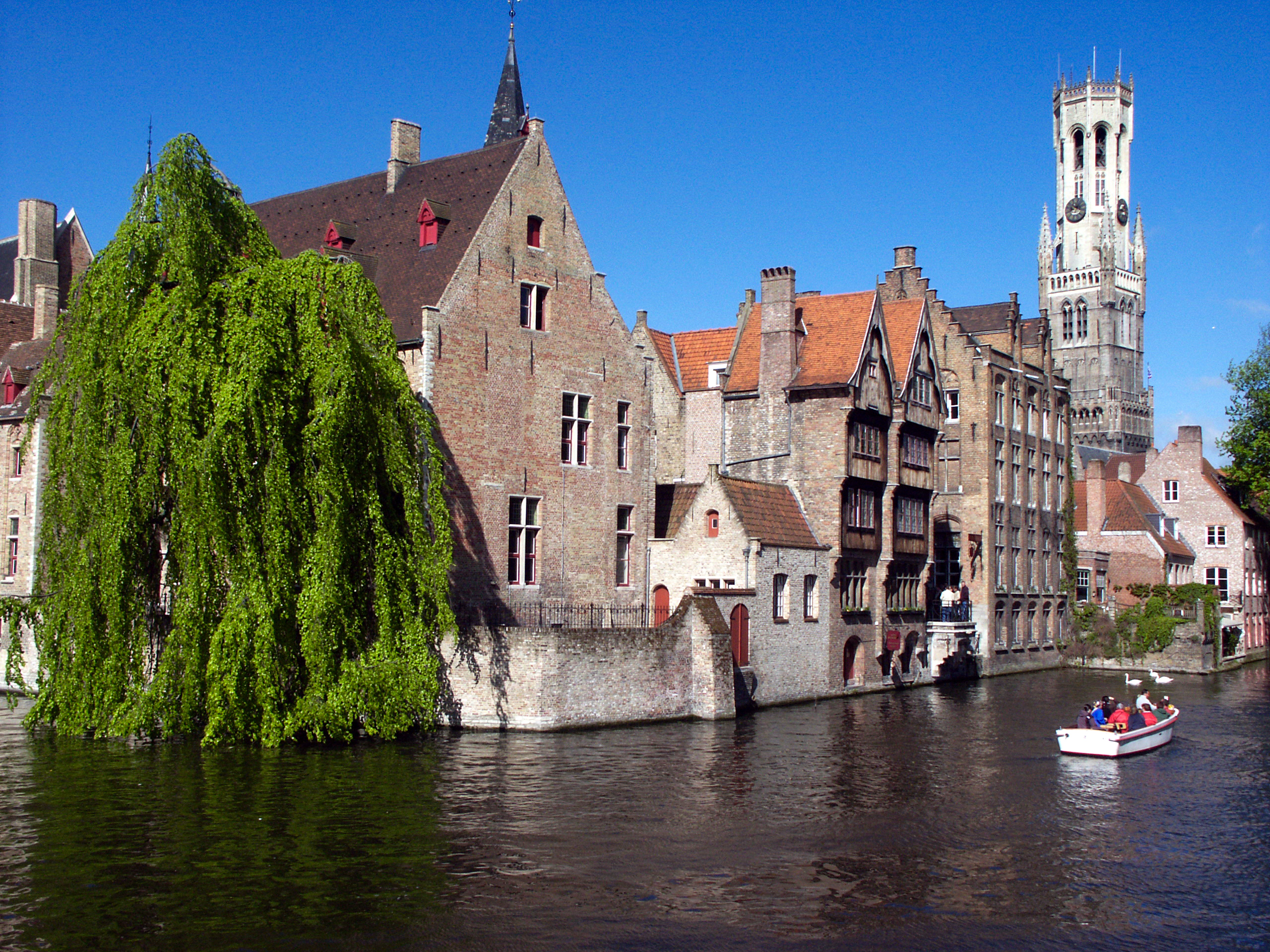
Bruges.
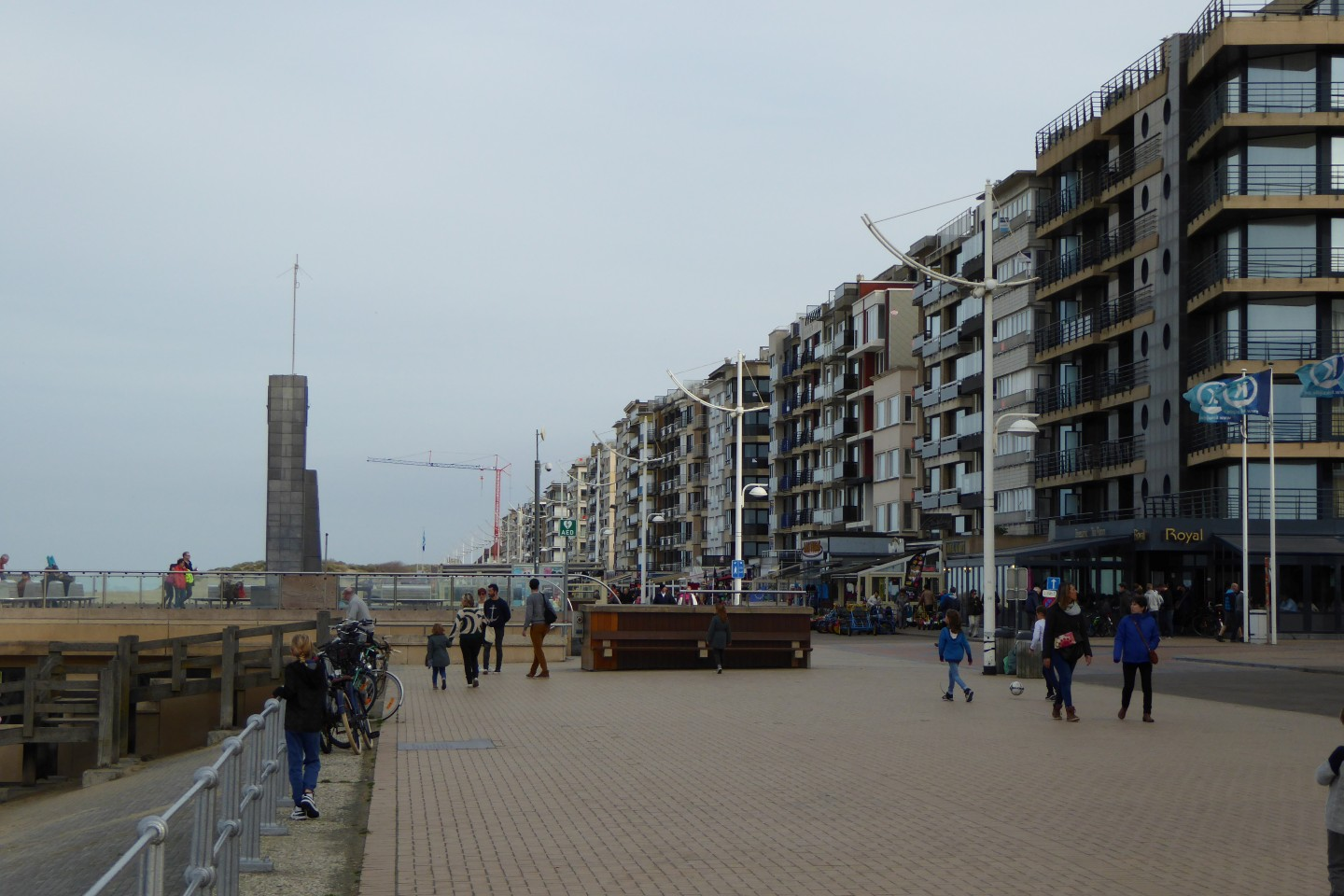
La digue de la plage à Coxyde.
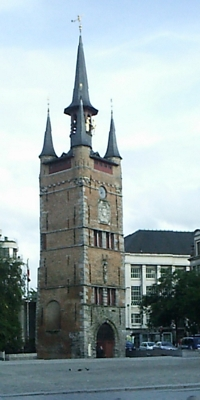
Le beffroi de Courtrai.
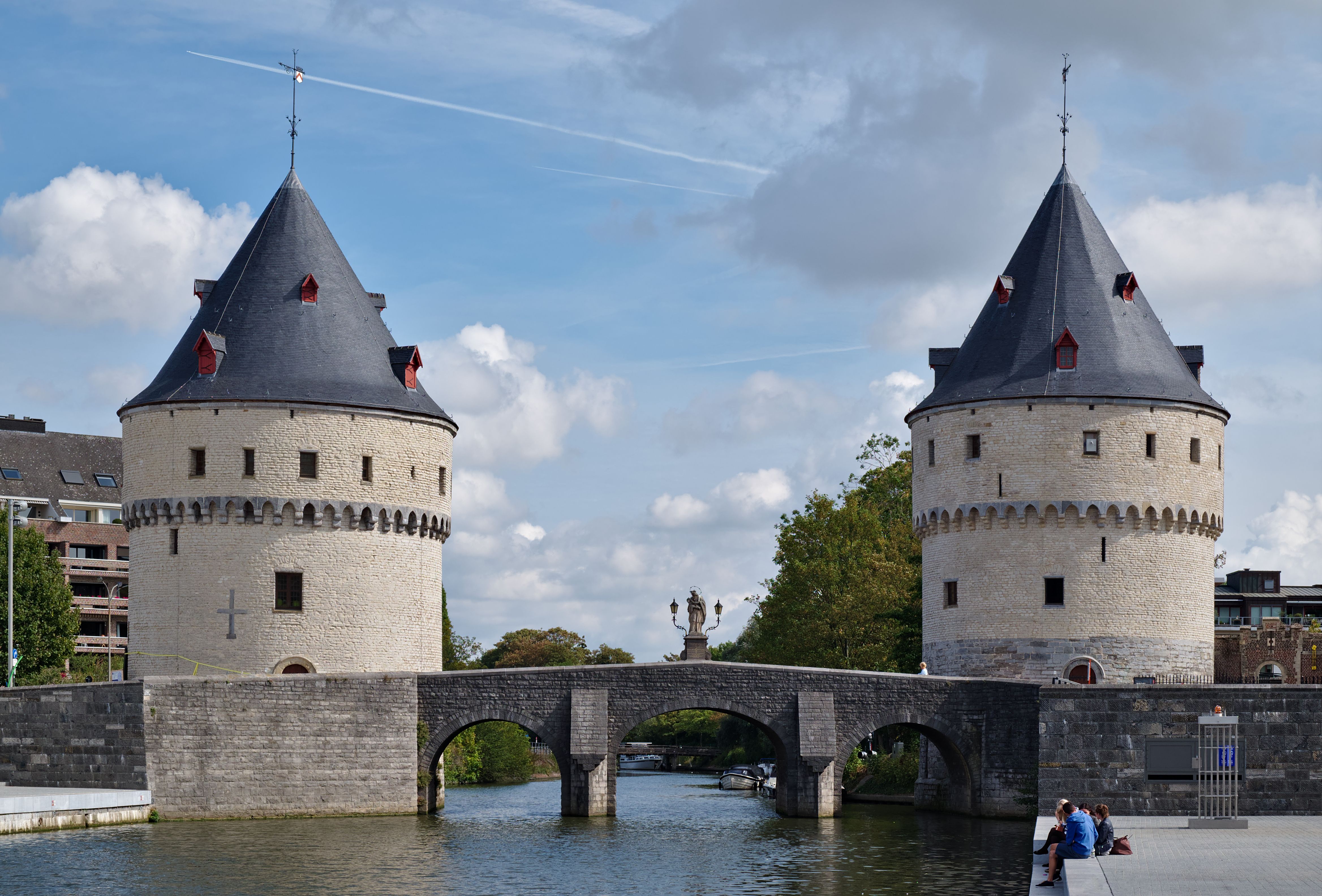
Les tours Broel à Courtrai.
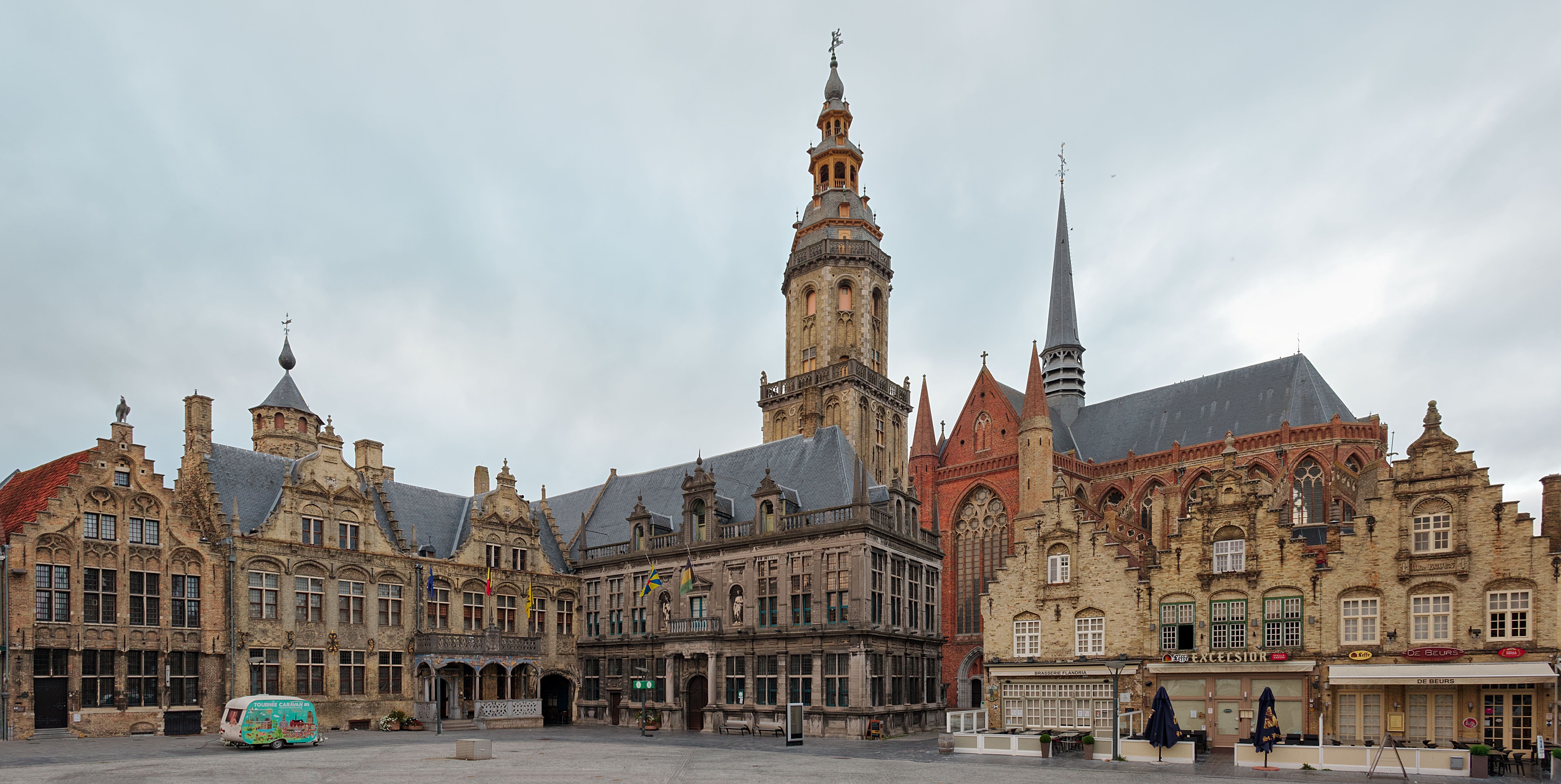
L'hôtel de ville, le beffroi et l'église Sainte-Walburge de Furnes.
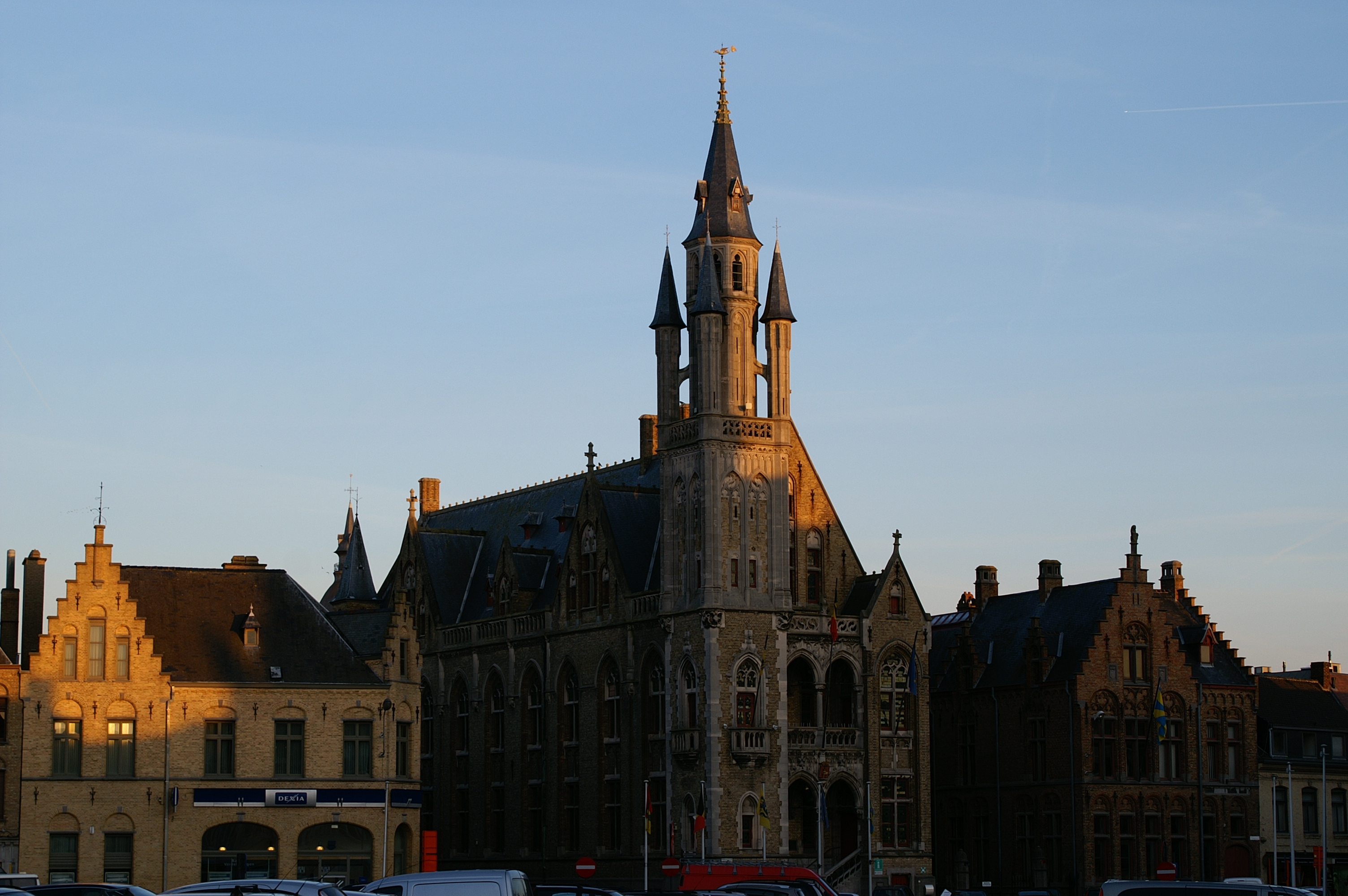
L'hôtel de ville de Poperinge.
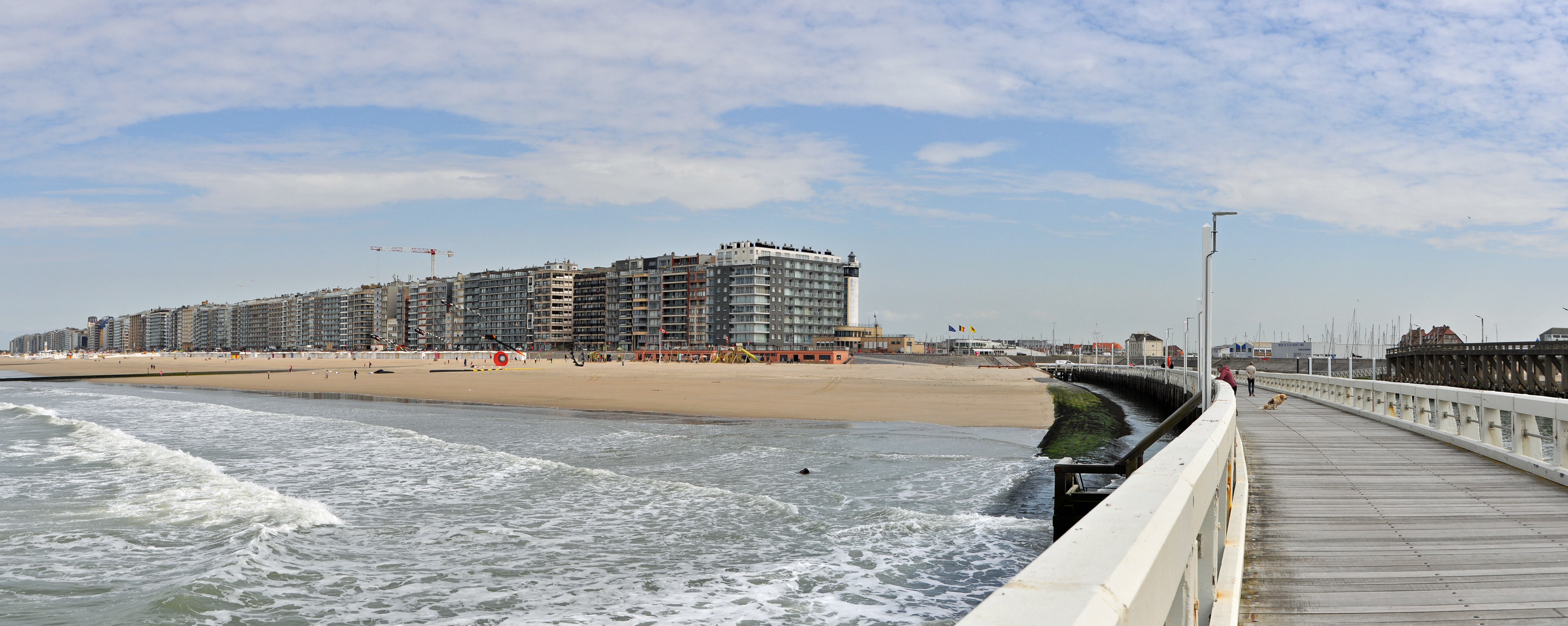
La plage de Blankenberge.
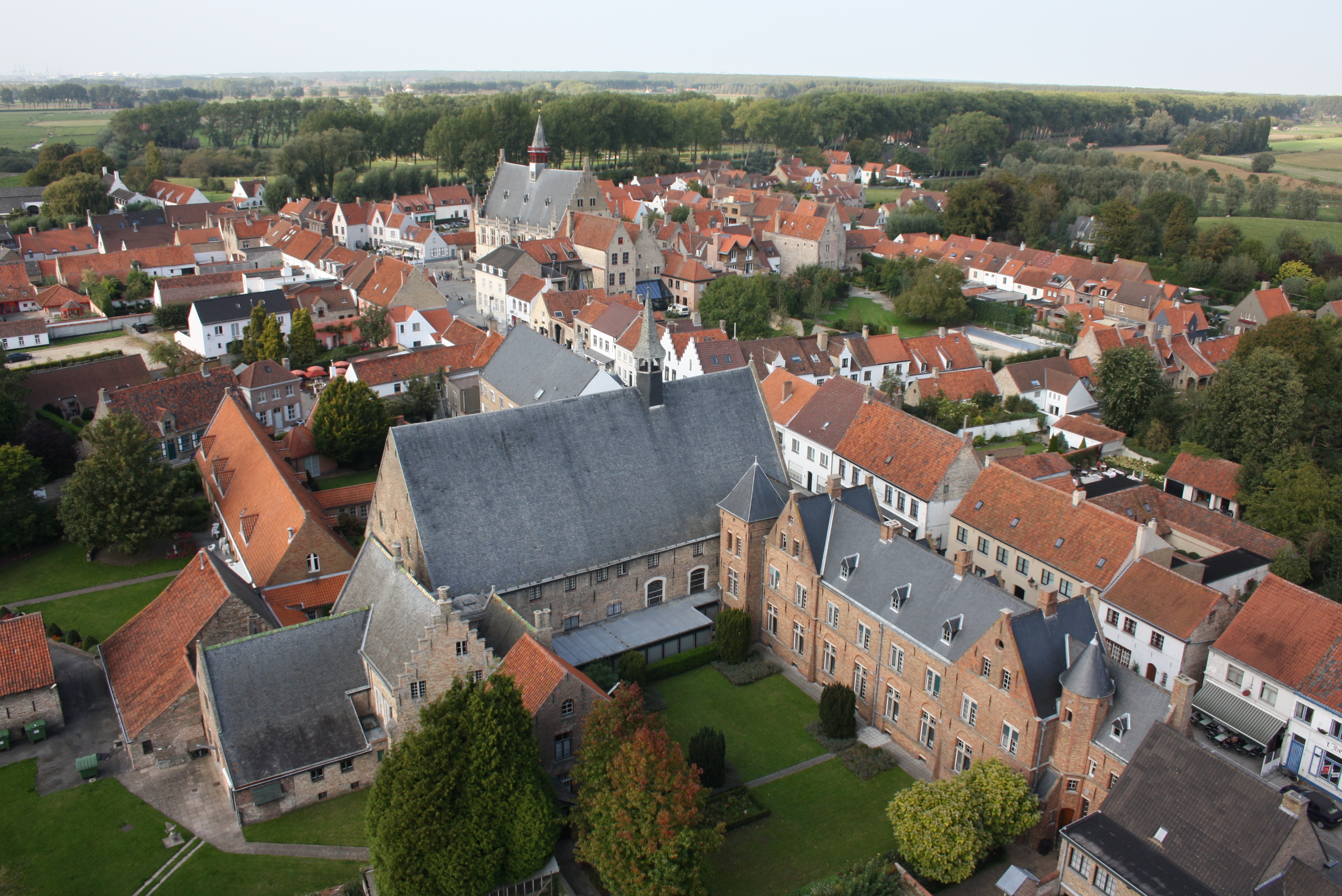
Les environs de l’hôpital Saint-Jean à Damme.
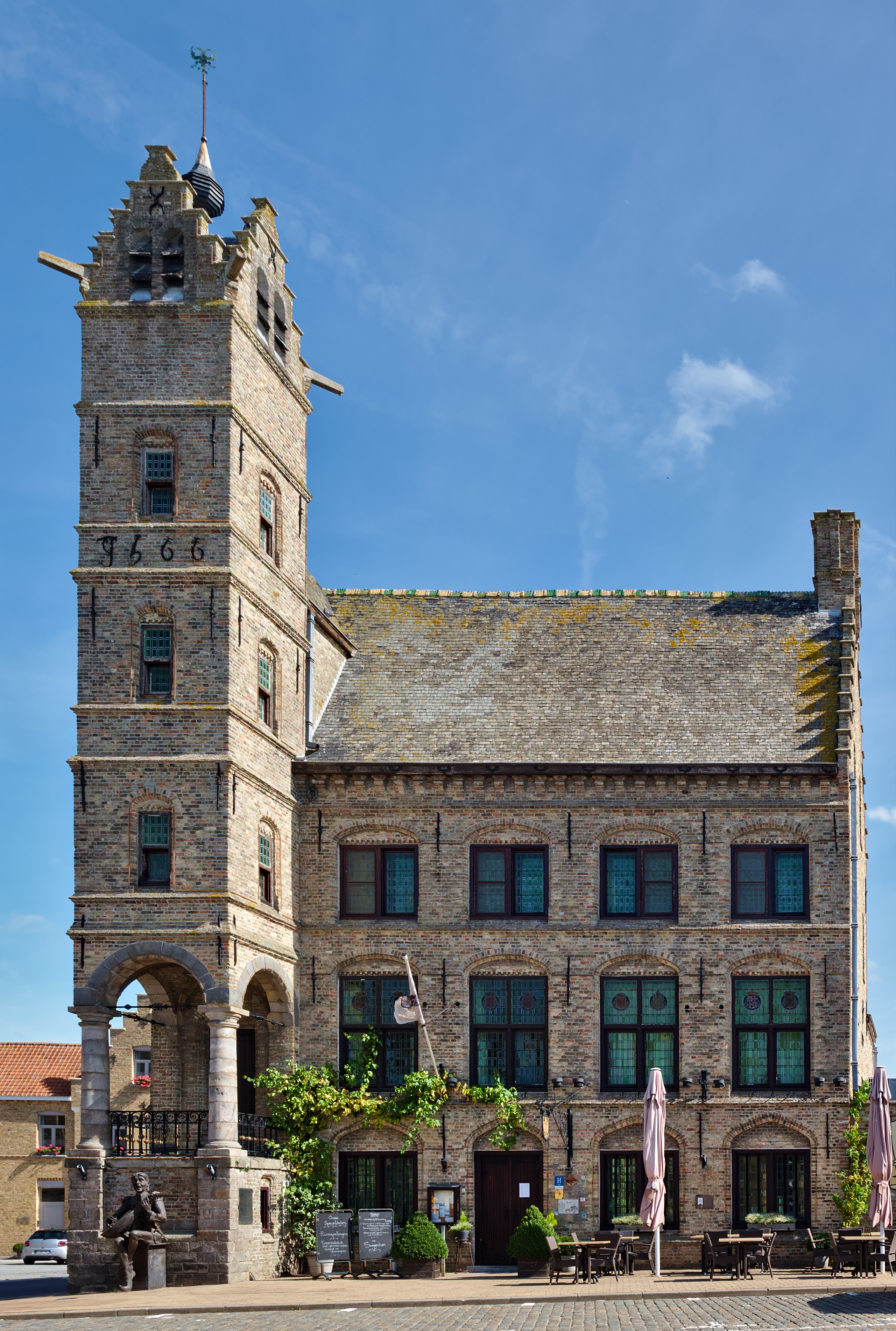
Le beffroi et l'hôtel de ville de Lo.
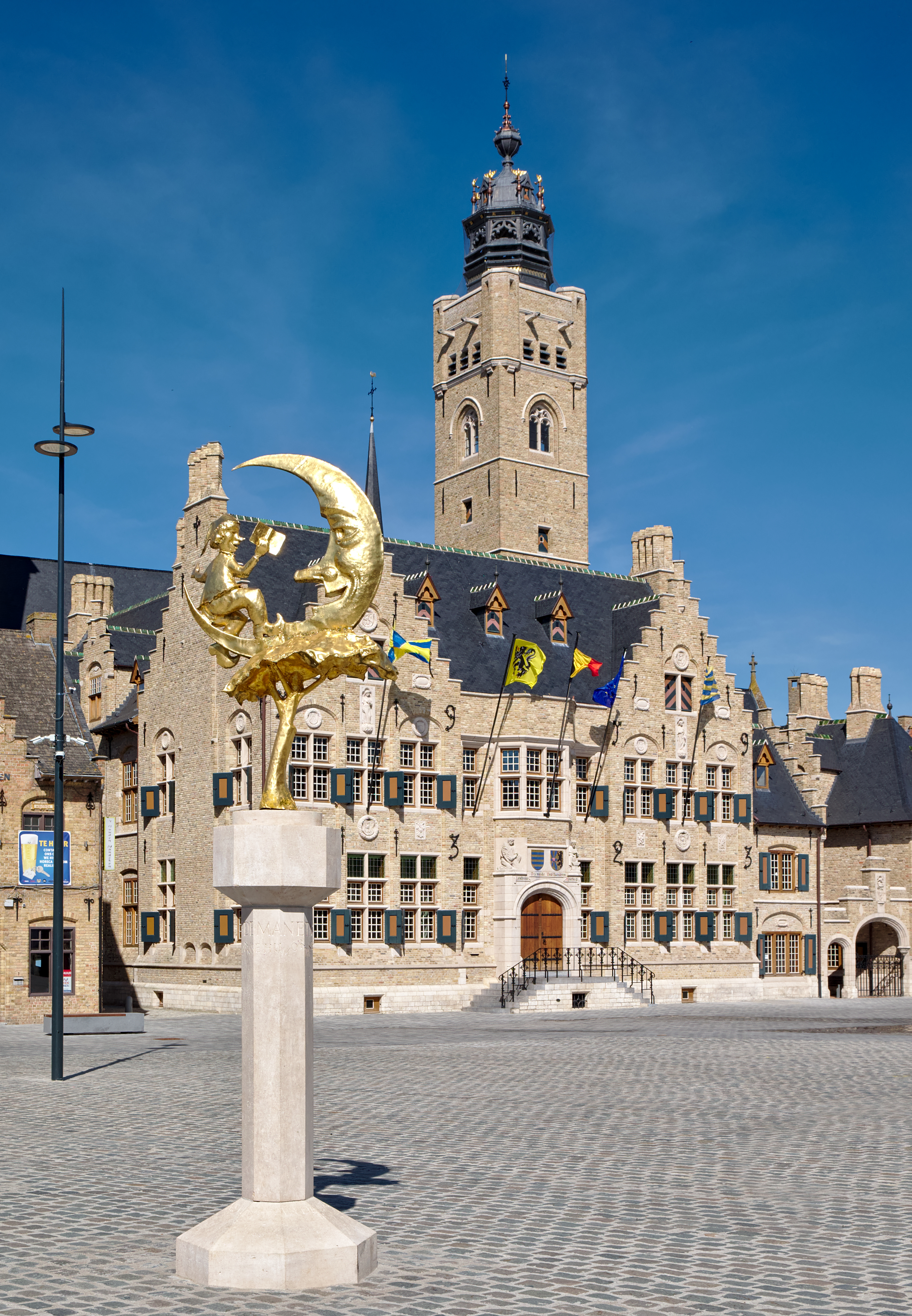
Le beffroi de Dixmude.
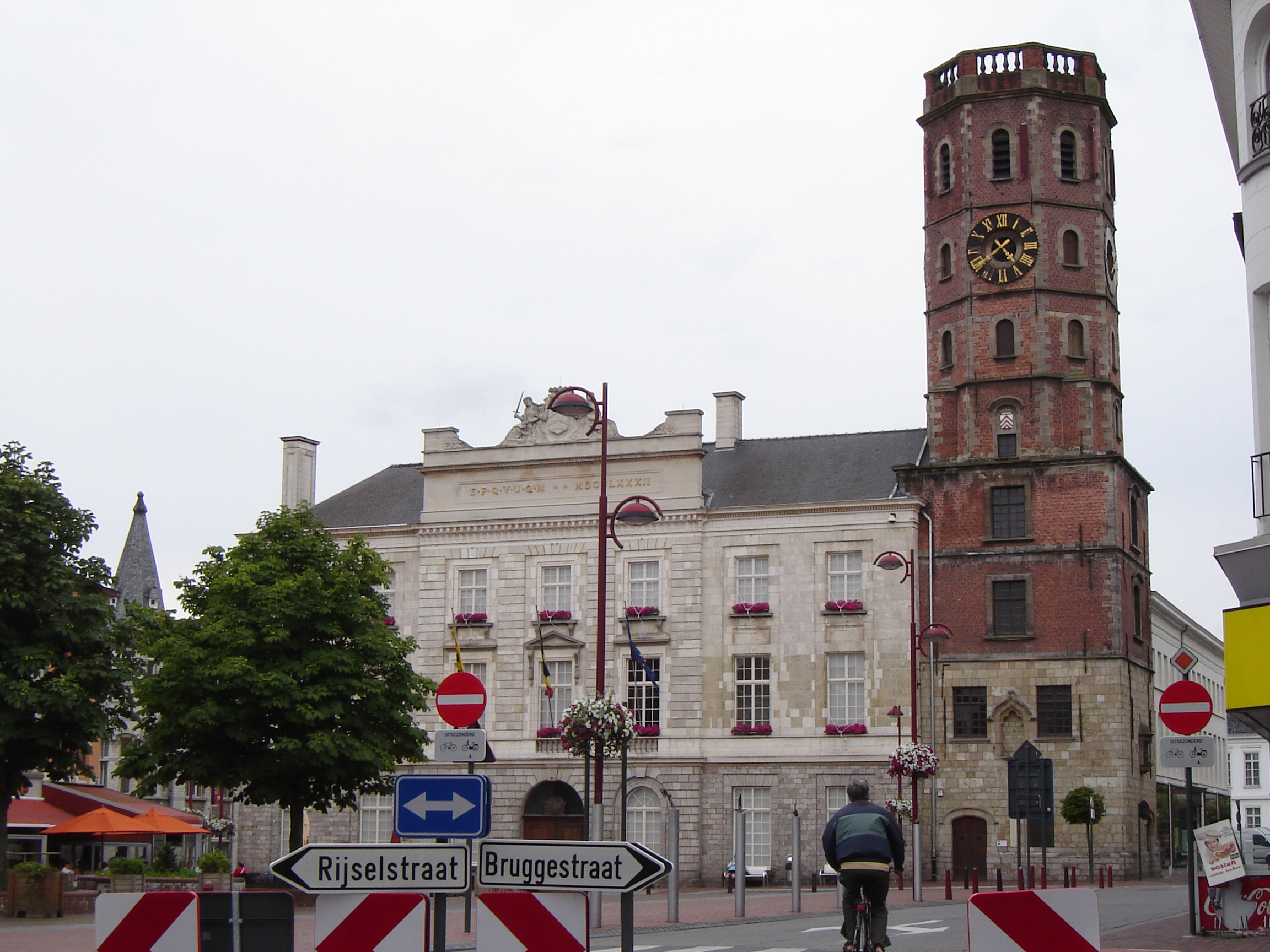
L'hôtel de ville de Menin et son beffroi.
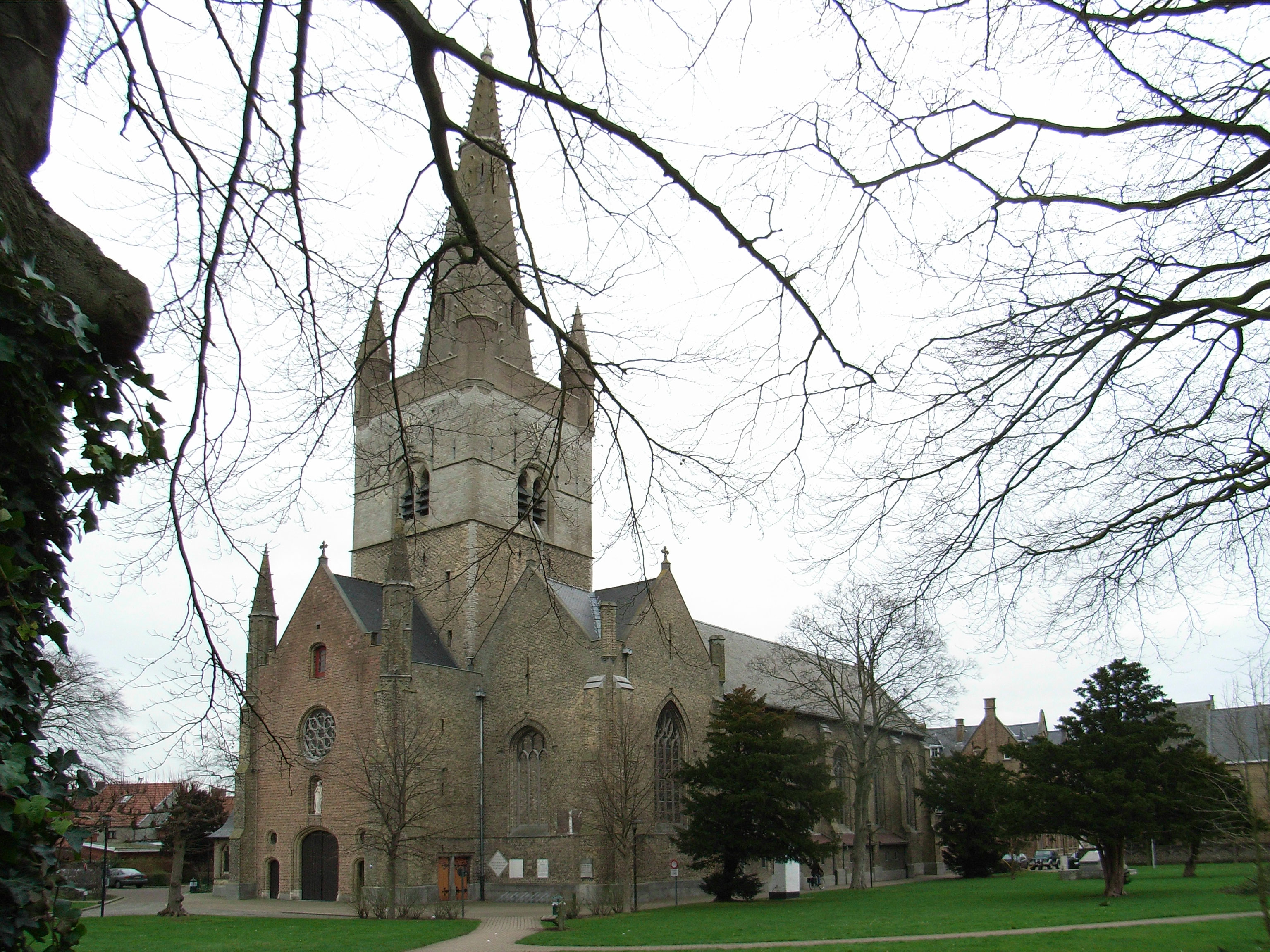
L'église de Gistel.
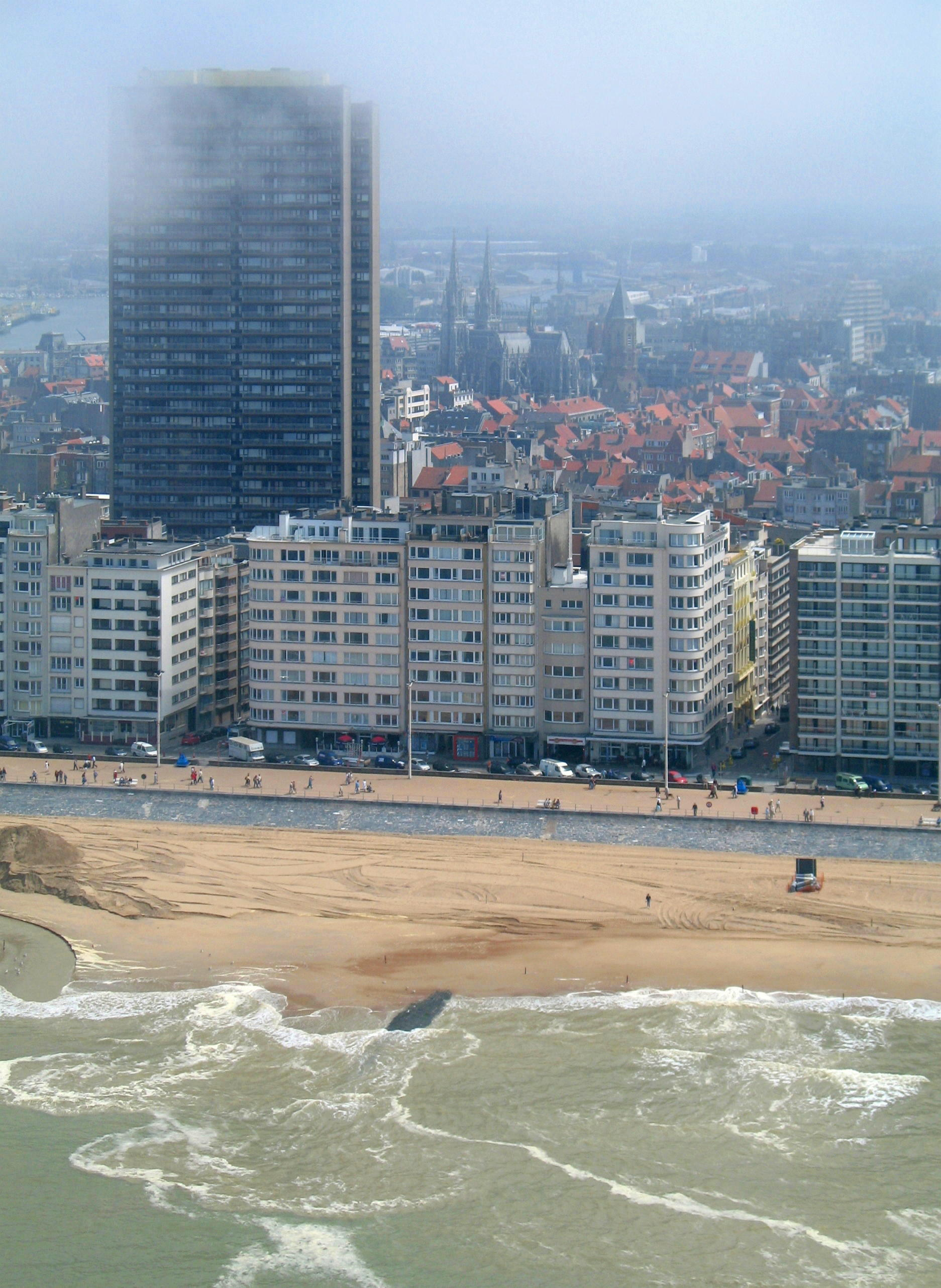
La plage, la digue et la tour Europacentrum à Ostende.
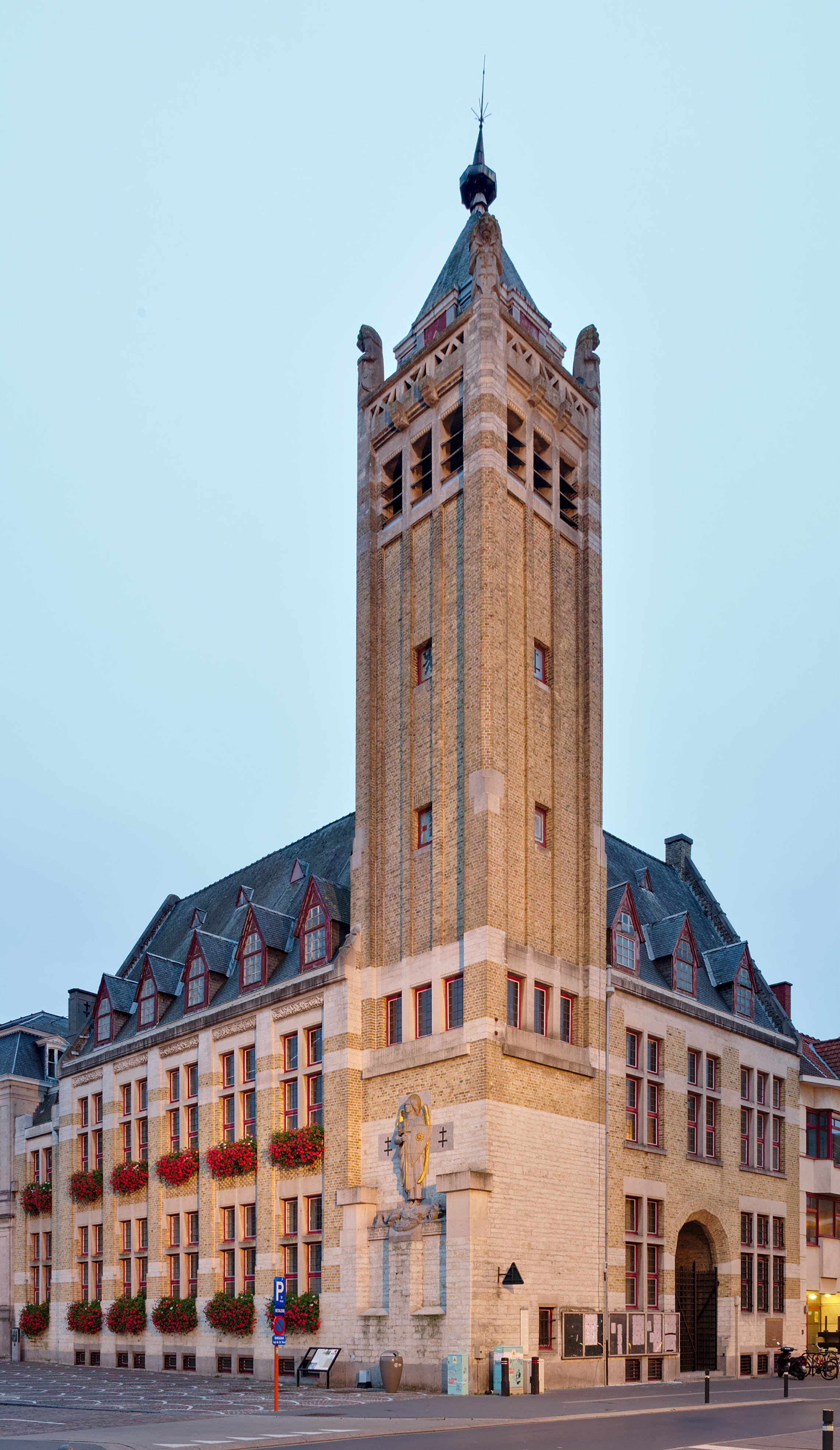
Le beffroi de l'hôtel de ville de Roulers.
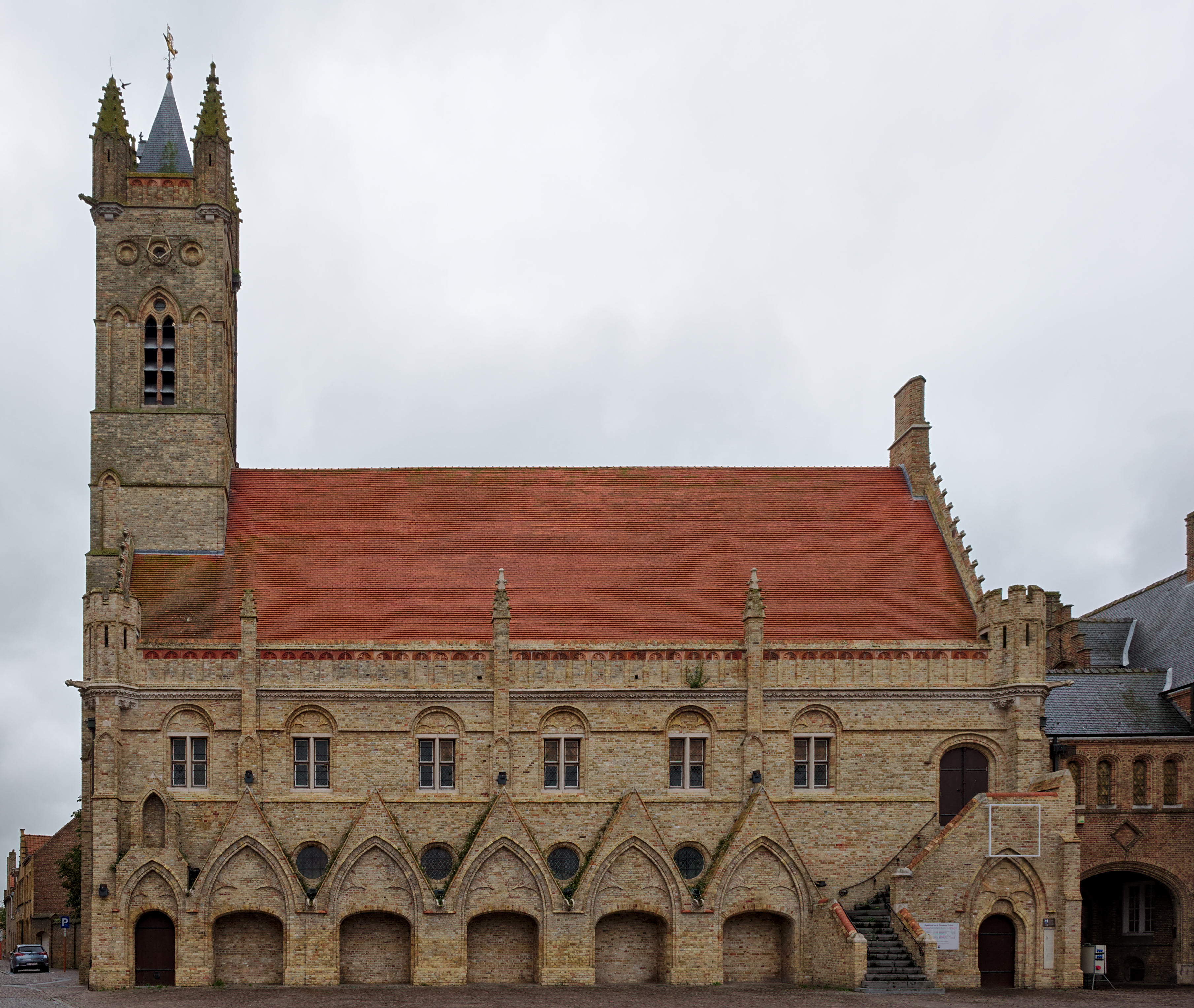
Hôtel de ville et beffroi de Nieuport.